# Musée régional de sciences naturelles de la Vallée d'Aoste
 (juin 2023).
Si vous disposez d'ouvrages ou d'articles de référence ou si vous connaissez des sites web de qualité traitant du thème abordé ici, merci de compléter l'article en donnant les références utiles à sa vérifiabilité et en les liant à la section « Notes et références ».
Le Musée régional des sciences naturelles « Éphyse Noussan » est un musée situé à l'intérieur du château de Saint-Pierre.

## Description
Le premier musée des sciences naturelles est créé en 1905 par la Société de la flore valdôtaine, grâce au chanoine Pierre-Louis Vescoz, à l'abbé Joseph-Marie Henry et au botaniste Lino Vaccari.
Le siège du musée change plusieurs fois, du château Jocteau sur la colline d'Aoste (aujourd'hui siège de l'école militaire alpine), à l'église Saint-Laurent à Aoste (en face de la collégiale de Saint-Ours), jusqu'à quand la commune de Saint-Pierre donne sa disponibilité pour organiser l'exposition dans les salles du château. Le musée actuel est inauguré le 1er juin 1985.
La visite du château suit le parcours d'exposition du musée, divisé en 9 salles.
Dans la première salle, qui se trouve dans l'ancienne écurie du manoir, au sous-sol, se trouvent la billetterie, la section dédiée aux minéraux et aux exemplaires empaillés des espèces disparues du val d'Aoste depuis longtemps, comme l'ours, et le chat sauvage, ou récemment, comme le loup et le gypaète.

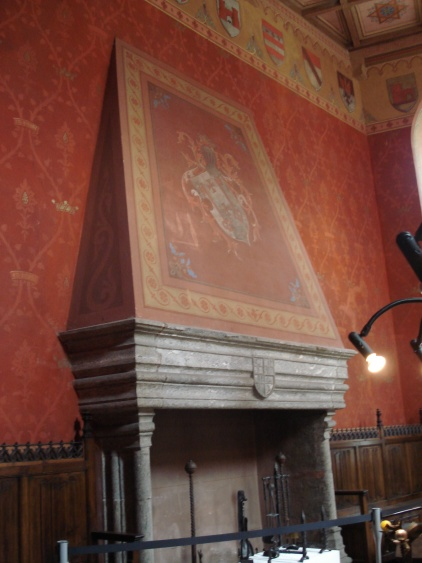
La cheminée dans la salle du trône.

Les autres salles se trouvent dans l'édifice central, de l'autre côté de la cour. Pour les rejoindre, il faut traverser la Salle du trône, où l'on peut admirer des meubles d'époque, le plafond à caissons en bois, et une cheminée avec le blason de Saint-Pierre.
Les quatre salles du rez-de-chaussée sont dédiées aux glaciers et aux variations climatiques, à un recueil de crânes et de cornes de bouquetins, et à la flore valdôtaine.
Dans les salles à l'étage supérieur on peut admirer la reconstitution d'habitats naturels typiques du val d'Aoste, comme la forêt de pin sylvestre et la prairie en hiver. On y trouve aussi des exemplaires empaillés d'oiseaux et de mammifères. La dernière salle est dédiée aux insectes.
Un escalier en colimaçon après la neuvième salle mène à la cour centrale.
À cause de travaux de restauration du château, entre 2015 et 2018 l'exposition est transférée provisoirement au centre de recherches de la réserve naturelle du Marais et au château Sarriod de la Tour.

## Salles
- Salle des différences
- Salle des merveilles
- Salle des roches
- Salle des mines
- Salle des versants
- Salle des Abbés savants
- Salle de l'eau
- Salle des forêt
- Salle du vertige
- Salle de la prairie
- Salle de l'alpage
- Salle du gel
- Salle des émotions